# تارپو چولی
تارپو چولی (به لاتین: Tharpu Chuli) یک کوه و قله در نپال است که در Annapurna, Nepal واقع شده‌است. تارپو چولی ۵٬۶۹۵ متر بالاتر از سطح دریا واقع شده‌است.